# 대한민국 형법 제98조
대한민국 형법 제98조는 간첩죄와 그 방조행위에 관한 형법 각칙의 조문이다.

## 조문
제98조 【간첩】
① 적국을 위하여 간첩하거나 적국의 간첩을 방조한 자는 사형, 무기 또는 7년 이상의 징역에 처한다.
② 군사상의 기밀을 적국에 누설한 자도 전항의 형과 같다.

## 해설
- '적국' 이란 국제법상의 국가에 한하지 않으며, '군사상의 기밀' 또한 군사기밀에만 국한하지 않는다.
- 간첩 행위를 위해 국내에 잠입하거나 입국한 때에 실행의 착수가 인정된다.
- '방조'는 간첩임을 알면서 그 간첩 행위를 용이하게 하는 일체의 행위를 말한다.
- 미수범은 처벌하며 (→형법 제100조), 예비·음모, 선동·선전 행위 또한 처벌한다. (→형법 제101조)

## 비판
국제법상 선전포고를 하고 대한민국과 전쟁상태에 있거나 사실상 전쟁을 수행하고 있는 국가인 적국 만을 대상으로 하고 있어 외국인 경우 본 조가 적용이 되지 않아 적국을 외국으로 변경하도록 개정안 발의 된 적이 있다

## 판례
간첩'의 사전적 의미는 '한 국가나 단체의 비밀이나 상황을 몰래 알아내어 경쟁 또는 대립 관계에 있는 국가나 단체에 제공하는 사람'이다
국가보안법 2조, 7조, 형법 98조 2항에서 말하는 간첩미수죄는 국가기밀을 탐지수집하라는 지령을 받았거나 소위 무인포스트를 설정하는 것만으로는 부족하고 그 지령에 따라 국가기밀을 탐지수집하는 행위의 실행의 착수가 있어야 성립된다.
형법 제98조 제1항 간첩방조죄의 경우 형법 제32조에 따라 종범감경을 할 수 없다.

## 같이 보기
- 간첩죄